# Biome
Biome（バイオーム）は、株式会社バイオームによって開発、運用されているスマートフォン向けいきものコレクションアプリ。
対応プラットフォームはAndroidとiOS。

## 概要
Biomeは、生物の写真から名前を判定するAI技術を用いたスマホ向けアプリである。さらに、図鑑、地図、SNS、クエストなどの機能をも備えている。Biome（バイオーム）のAI技術は、撮影した場所や時期、写真に写ったいきものの形状などをもとに、日本国内のほぼ全種（6万3635種）の動植物のデータの中から確率の高い種の候補を瞬時に表示 (2019年当時) する。
AI判定から提示された候補からユーザーが生物名を選んで投稿することができる。また、AI判定を使わずにユーザーが手動で入力してデータベースを検索し、適用することもできる。一方、生物名が分からない場合は『しつもん投稿』で投稿して他ユーザーから同定を求めることもできる。生物の分類は動物（昆虫・クモ、魚類、両生類、は虫類、哺乳類、鳥類、甲殻類、軟体動物、その他動物）、植物（種子植物、その他植物）が含まれる。